# O noapte la muzeu
O noapte la muzeu (titlu original: Night at the Museum) este un film american fantastic-de aventură-comedie din 2006 regizat de Shawn Levy. În rolurile principale joacă actorii Ben Stiller, Carla Gugino, Robin Williams și Jake Cherry. Scenariul se bazează pe cartea omonimă pentru copii scrisă de Milan Trenc.
Este primul film dintr-o serie de filme  omonimă, O noapte la muzeu fiind urmat de O noapte la muzeu 2 (Night at the Museum: Battle of the Smithsonian) (care a avut premiera la 22 mai 2009) și de Night at the Museum: Secret of the Tomb (premiera  19 decembrie 2014).

## Prezentare
În New York, Larry Daley, șomer și divorțat, este un ratat complet. Fiul său, Nick, este foarte dezamăgit de el, cei doi urmând să fie evacuați din locuință. Larry acceptă postul de paznic de noapte la Muzeul de Istorie Naturală și ia locul a trei vechi agenți de pază care tocmai s-au retras, totul pentru a face rost de niște bani și de a-și plăti facturile. În prima sa tură, Larry își dă seama că nimic de la muzeu nu este ceea ce pare în timp ce statuile prind viață după ce apune soarele. Muzeul se transformă într-un haos complet în momentul în care neexperimentatul Larry trebuie să se ocupe de exponate. Larry află curând că o veche piatră egipteană, care a ajuns în muzeu în 1950, face ca toate statuile să prindă viață până în zori. Când Larry îl aduce pe fiul său să-și petreacă o noapte cu el, cei trei vechi gardieni se furișează în muzeu încercând să fure piatra magică. Larry adună la un loc toate personajele istorice pentru a-l ajuta să-i oprească pe infractori și astfel să salveze muzeul.

## Distribuție
- Ben Stiller ca Larry Daley
- Carla Gugino ca Rebecca Hutman
- Robin Williams ca Theodore Roosevelt
- Jake Cherry ca Nicky Daley, fiul lui Larry
- Dick Van Dyke ca Cecil Fredericks
- Mickey Rooney ca Gus
- Bill Cobbs ca Reginald
- Owen Wilson ca Jedediah (nemenționat)
- Steve Coogan ca Octavius
- Patrick Gallagher ca Attila, conducătorul hunilor
- Rami Malek ca Ahkmenrah
- Mizuo Peck ca Sacagawea
- Ricky Gervais ca Dr. McPhee, șeful lui Larry
- Kim Raver ca Erica Daley
- Paul Rudd ca Don
- Crystal the Monkey ca Dexter
- Pierfrancesco Favino ca navigatorul Cristofor Columb
- Brad Garrett ca Statuie de pe Insula Paștelui (voce)
- Anne Meara-Stiller ca Debbie
- Martin Christopher ca Meriwether Lewis
- Martin Sims ca William Clark
- Ian Campbell ca Pictor
- Charlie Murphy ca Taximetrist